# Universo Online
Universo Online (UOL) ist ein Online-Dienstleister und Internet-Provider. Das Unternehmen ist im Finanzindex IBOVESPA gelistet. UOL ist der führende Anbieter in Lateinamerika und das Homepageportal ist das größte seiner Art in portugiesischer Sprache.
UOL wurde 1996 als ein gemeinsames Projekt der Verlage Grupo Abril, mittlerweile ausgeschieden, und Grupo Folha gegründet. UOL hat seine Spitzenposition mit den Publikationen Veja und Folha de São Paulo ausgebaut.
Das zuvor zur Grupo Abril gehörende BOL – ein portugiesischsprachiges Internet-Portal, Freemail-Anbieter und Webhoster (das kostenlose Angebot „vilaBOL“ wurde nach Aufforderung zur Sicherung der Webseiten und Daten eingestellt, Stand November 2012) – wurde dabei zunächst zum Nachrichtenportal der Grupo Folha, welches später in Folha Online umbenannt wurde. BOL wird heute bei UOL gehostet.
Konkurrenten von UOL sind in Brasilien: Grupo Globo, Eigentümer eines führenden brasilianischen Fernsehnetzwerks, mit Globo.com, Terra von Telefónica, iG und iBest von Brasil Telecom und Oi-Internet (Früher:Telemar).